# Colibrí amazília verd-i-blau
El colibrí amazília verd-i-blau (Amazilia saucerrottei) és una espècie d'ocell de la família dels troquílids (Trochilidae) que habita zones de vegetació oberta de l'oest i sud de Nicaragua i Costa Rica. Terres baixes i muntanyes a l'oest i nord de Colòmbia i oest de Veneçuela.